# Опатијски фестивал
Опатијски фестивал основан је 1958. године. Био је један од првих и свакако најважнијих музичких догађаја у Југославији током 50-их, 60-их и 70-их година.

## Историја фестивала
Фестивал у Опатији је основан као фестивал југословенске радио дифузије под именом “Дани југословенске забавне музике”. Први фестивал одржан је 1958. године, у Кристалној дворани хотела Кварнер, који је управо због фестивала касније постао култно место. Фестивал је замишљена као национални пандан свеприсутном и веома популарном Фестивалу у Санрему, а с временом је прерастао у фестивал домаће популарне музике на ком се сваког фебруара окупљао крем домаће популарне музике од Вардара до Триглава. На фестивалу су, током тридесет година, наступила најпопуларнија имена југословенске шлагерске музике, као што су Иво Робић, Душан Јакшић, Вице Вуков, Зденка Вучковић, Аница Зубовић, Ђорђе Марјановић, Марко Новосел, Нада Кнежевић, Бети Јурковић, Марјана Держај, Арсен Дедић, Милица Милисављевић Дугалић, Мики Јевремовић, Габи Новак, Даниел Поповић, Ана Штефок, Тереза Кесовија, Лола Новаковић, Нина Спирова, Зоран Георгиев, Бисера Велетанлић, Кемал Монтено, Ладо Лесковар, Елда Вилер, Мајда Сепе. Велика југословенска поп-звезда Здравко Чолић, који је победио на националном избору за Песму Евровизије 1973. године са песмом "Гори ватра", такође је поникао на опатијској фестивалској позорници. Од 1973. до 1976. управо се на Опатијском фестивалу бирао југословенски представник на Евровизији, а поред Здравка Чолића то су били: Корни група (1974), Пепел ин Кри (1975) и Амбасадори (1976). Због осредњих или лоших пласмана од 1977. до 1981. ЈРТ више није слао своје представнике на Песму Евровизије.
Опатија је преживела као фестивал све до 1986. године, када је одржан последњи пут. Данас се на истој бини Кристалне дворане хотела Кварнер, са повременим прекидима, одржавају хрватски избори за песму Евровизије "Дора".
Опатијски хитови који се памте свакако су “Тата купи ми ауто” и “Кућица у цвијећу”.

### Занимљивости
Опатија ‘58 била је први фестивал забавне музике који се уживо емитиовао на телевизији. Десет година касније са истог фестивала први пут се емитемитовала колор-слика.

## Победници Опатијског фестивала
| Година | Извођач                                                     | Песма                           | Композитор           | Текстописац                               |
| ------ | ----------------------------------------------------------- | ------------------------------- | -------------------- | ----------------------------------------- |
| 1958.  | Зденка Вучковић и Иво Робић / Марјана Держај и Душан Јакшић | Мала дјевојчица                 | Милутин Вандекар     | Алка Рубен                                |
| 1958.  | Душан Јакшић / Аница Зубовић                                | Море, море                      | Мирослав Биро        | Н. Нојгебауер                             |
| 1958.  | Тони Кљаковић / ***                                         | Сретна лука                     | Милутин Вандекар     | Алка Рубен                                |
| 1959.  | Вице Вуков / Душан Јакшић                                   | Мирно теку ријеке               | Мирослав Биро        | Драго Бритвић                             |
| 1960.  | Ђорђе Марјановић / Марко Новосел                            | Продавач новина                 | Марио Бољиуни        | Арсен Дедић (под псеудонимом Игор Кримов) |
| 1960.  | Ђорђе Марјановић / ***                                      | Песма разносача млека           | Душан Видак          | Оливера Живковић                          |
| 1961.  | Лола Новаковић / Вице Вуков                                 | Једном у граду ко зна ком       | Ангело Влатковић     | Слободан Марковић                         |
| 1961   | Душан Јакшић / Марко Новосел                                | Јулијана                        | Душан Јакшић         | Оливера Живковић                          |
| 1961.  | Аница Зубовић / Душан Јакшић                                | Тишина без суза                 | Душан Видак          | Вера Јаковљевић                           |
| 1962.  | Нина Спирова / Зоран Георгиев                               | Еден Бакнеж (Један пољубац)     | Петар Пешев          | Христо Крстевски / Петар Пешев            |
| 1963.  | Душан Јакшић / Вице Вуков                                   | Отишла си са ластама            | Душан Јакшић         | Ђорђе Марјановић                          |
| 1963.  | Драго Диклић / Сенка Велетанлић                             | Опрости, волим те               | Драго Дикли          | Ивица Крајач                              |
| 1964.  | Ладо Лесковар / Ђорђе Марјановић                            | Потражи ме у предграђу          | Зденко Руњић         | Драго Бритвић                             |
| 1965.  | Зафир Хаџиманов / Драган Стојнић                            | Зашто долазиш само с кишом      | Алфонс Вучер         | Весна Лукатела                            |
| 1966.  | Габи Новак                                                  | Адресе моје младости            | Стипица Калођера     | Арсен Дедић                               |
| 1966.  | Арсен Дедић / Драган Стојнић                                | Ни ти ни ја                     | Арсен Дедић          | Арсен Дедић / Звонимир Голоб              |
| 1967.  | Елда Вилер                                                  | Na deževen dan (По кишном дану) | Јуре Робежник        | Е. Будау                                  |
| 1968.  | Тереза Кесовија / Квартет 4М                                | Твој глас                       | -                    | -                                         |
| 1969.  | Габи Новак                                                  | Мало речи треба кад се воли     | -                    | -                                         |
| 1970.  | Ана Штефок                                                  | Желим мало њежности и љубави    | Алфи Кабиљо          | Алфи Кабиљо                               |
| 1971.  | фестивал није одржан                                        | -                               | -                    | -                                         |
| 1972.  | фестивал није одржан                                        | -                               | -                    | -                                         |
| 1973.  | Здравко Чолић                                               | Гори ватра                      | Кемал Монтено        | Кемал Монтено                             |
| 1974.  | Корни група                                                 | Генерација 42                   | Корнелије Ковач      | Корнелије Ковач                           |
| 1975.  | Пепел ин кри                                                | Dan ljubezni (Дан љубави)       | Тадеј Хрушовар       | Душан Валкаверх                           |
| 1976.  | Амбасадори                                                  | Не могу скрити своју бол        | Слободан Вујевић     | Слободан Вујевић                          |
| 1977.  | фестивал није одржан                                        | -                               | -                    | -                                         |
| 1978.  | Оливер Драгојевић                                           | Збогом остај љубави             | Зденко Руњић         | Момчило Попадић, М. Лабић                 |
| 1979.  | Нови фосили                                                 | Склопи очи                      | Рајко Дујмић         | Деа Воларић                               |
| 1980.  | Нови фосили                                                 | Најдраже моје                   | Рајко Дујмић         | Деа Воларић                               |
| 1981.  |                                                             |                                 |                      |                                           |
| 1982.  |                                                             |                                 |                      |                                           |
| 1983.  |                                                             |                                 |                      |                                           |
| 1984.  | Оливер Драгојевић                                           | Камен испод главе               | Зденко Руњић         | Јакша Фиаменго                            |
| 1985.  | Сеид Мемић Вајта                                            | Лабудови моји                   | Н. Вучина            | И. Винковић                               |
| 1986.  | Зорица Конџа                                                | Бар да знам                     | Александар Сања Илић | Младен Поповић                            |